# Dzjrasjen, Ararat
Dzjrasjen (armeniska: Ջրաշեն) är en ort i Armenien. Den ligger i provinsen Ararat, i den centrala delen av landet, 14 kilometer söder om huvudstaden Jerevan. Dzjrasjen ligger 941 meter över havet och antalet invånare är 1 696.
Terrängen runt Dzjrasjen är platt åt sydväst, men åt nordost är den kuperad. Runt Dzjrasjen är det ganska tätbefolkat, med 155 invånare per kvadratkilometer.. Närmaste större samhälle är Jerevan, 14,2 kilometer norr om Dzjrasjen.
Trakten runt Dzjrasjen består i huvudsak av gräsmarker.